# 사포서
사포서(司圃署)는 왕실의 채소와 밭을 관리하던 조선의 관청이다. 조선 초 침장고(沈藏庫)이던 것을 1466년(세조 12년) 사포서로 고쳐썼다.

## 역사
조선 초 침장고를 두어 왕실에서 필요한 채소를 담당하게 하였다. 설치 당시 실무책임자인 제거(提擧)와 그 휘하의 별좌(別坐) 향상(向上) 별감(別監) 등의 임기는 1년이었으나 업무의 영속성을 위해 한 해에 2인 중 1인만이 자리를 옮길 수 있도록 하였다. 침장(沈藏)은 김장을 뜻한다. 1405년(태종 5년) 공조 예하에 두었다. 태종 시기 침장고는 혁파하여 왕실의 각 전(殿)에 나누어 배치하였다가 다시 세우기를 반복하였다.
1466년(세조 12년) 각종 과실과 채소, 밭을 관리할 사포서를 세우고 기존의 침장고 역할도 함께 하도록 하여 호조 아래에 두었다. 1712년(경종 1년) 사포서에 불이나 집무실인 서사와 창고가 모두 불에 타기도 하였다. 조선조 내내 유지되다가 1882년(고종 19년) 혁파되어 공물의 수납을 사옹원과 봉상시에 이첩하였다.

## 역할
사포서의 주요 역할은 왕실에서 쓰일 채소와 과일 등을 관리하는 일이었다. 고양 일대에 밭을 두어 채소를 길렀고 이에 필요한 인력은 한성부와 그 인근 10리의 주민들을 동원하였다. 사포서는 제철에 난 채소와 과실을 왕실의 여러 전에 공급하였는데 간혹 실수로 누락하거나 상한 과실을 올려 처벌받기도 하였다. 겨울에도 채소를 공급할 수 있도록 흙집을 지어 온실 재배를 하였다. 사포서의 전답은 개인에게 임대하여 소작을 하도록 하는 경우가 많았다. 직접 재배하기 어려운 작물은 공납으로 징수하였다. 공납지는 주로 경기도 일원이었으며 조선 성종 시기 사포서가 징수한 공물은 곡초 2천 4백 84동 정도였다. 조선 후기로 가면서 과중한 공납은 사회문제가 되었다. 인삼이나 산삼과 같은 일부 약재도 관장하였다.

## 조직
사포서는 호조 소속으로 제조(提調)를 제외한 실무 책임자는 사포였다. 사포의 직급은 경국대전 당시 정6품이었으나 대전회통에서 종6품으로 삭감되었다. 이외에 7인 정도의 관리가 실무를 맡았다. 아문에 속한 이속으로는 서원(書員) 5인, 고직(庫直) 1인, 사령 5인이 있었다.

### 내용주
1. ↑  제조(提調)는 관리책임만을 지는 관직으로 당상관이 없는 육조(六曹)의 속아문 등에 두었던 2품 이상이 겸하던 관직이다. - 제조(提調) 보관됨 2020-01-05 - 웨이백 머신, 위키실록사전(한국학중앙연구원)

### 참조주
1. ↑  인재등용과 행정원의 하부 이양 등을 건의한 사헌부의 상소문, 태종실록 8권, 태종 4년 8월 20일 기축 1번째기사, 조선왕조실록
2. ↑  침장(沈藏), 표준국어대사전, 국립국어원
3. ↑  예조에서 육조의 직무 분담과 소속 아문을 상정하여 아뢰다, 태종실록 9권, 태종 5년 3월 1일 병신 2번째기사, 조선왕조실록
4. ↑  다시 침장고를 두다, 태종실록 32권, 태종 16년 9월 2일 경인 2번째기사, [[조선왕조실록]
5. ↑  침장고를 혁파하다, 태종실록 34권, 태종 17년 10월 26일 무신 1번째기사, 조선왕조실록
6. ↑  신숙주·정인지·정현조 등에게 관직을 제수하고 관제를 다시 정하다 보관됨 2019-02-21 - 웨이백 머신, 세조실록 38권, 세조 12년 1월 15일 무오 1번째기사, 조선왕조실록
7. ↑  사포서에 불이 나다, 경종실록 4권, 경종 1년 9월 26일 갑인 2번째기사, 조선왕조실록
8. ↑  감생청에서 감생 별단을 올리다, 고종실록 19권, 고종 19년 12월 29일 신사 4번째기사, 조선왕조실록
9. 1 2  사포서, 한국민족문화대백과사전
10. ↑  삼공이 가뭄에 외방과 서울의 의옥 죄수들의 방면을 청하다, 중종실록 103권, 중종 39년 5월 10일 정미 1번째기사, 조선왕조실록
11. ↑  휴흠·유실된 물건 등을 그 사로 하여금 검거·징납토록 호조·한성부에 전지하다, 성종실록 87권, 성종 8년 12월 7일 경자 5번째기사, 조선왕조실록
12. ↑  한성부에서 성밖 10리 내의 백성은 4부로 환속하고 잡역에 부리지 말도록 청하다, 성종실록 37권, 성종 4년 12월 28일 갑신 2번째기사, 조선왕조실록
13. ↑  새로 난 참외를 문소전에 바치는 것을 빠뜨린 침장고 관리들을 순금사에 가두다, 태종실록 17권, 태종 9년 5월 9일 경진 3번째기사, 조선왕조실록
14. ↑  먹을 수 없는 수박을 진상한 관원을 국문케 하다, 선조실록 165권, 선조 36년 8월 12일 을미 3번째기사, 조선왕조실록
15. ↑  장원서·사포서 등으로 하여금 겨울에도 흙집을 쌓고 채소를 기르게 하다, 연산군일기 58권, 연산 11년 7월 20일 계묘 4번째기사, 조선왕조실록
16. ↑  장령 최창국이 성삼문의 고택을 빨리 돌려 줄 것 등 여덟 가지의 일을 논하다, 정조실록 33권, 정조 15년 8월 15일 정사 2번째기사, 조선왕조실록
17. ↑  호조에서 사복시의 곡초 수납하는 일에 대해 아뢰다, 성종실록 4권, 성종 1년 4월 9일 정사 2번째기사, 조선왕조실록
18. ↑  지방 징수 폐단과 인재 등용, 과거제, 국방 전반에 대한 윤면동의 상소문, 정조실록 6권, 정조 2년 7월 20일 정미 3번째기사, 조선왕조실록
19. ↑  호조가 산삼과 길경이 많으니 외공을 견감할 것을 아뢰다, 명종실록 32권, 명종 21년 2월 1일 계해 1번째기사, 조선왕조실록
20. ↑  사포서 보관됨 2019-02-24 - 웨이백 머신, 한국역대인물종합정보시스템